# Trots op Nederland

Logo der Partei

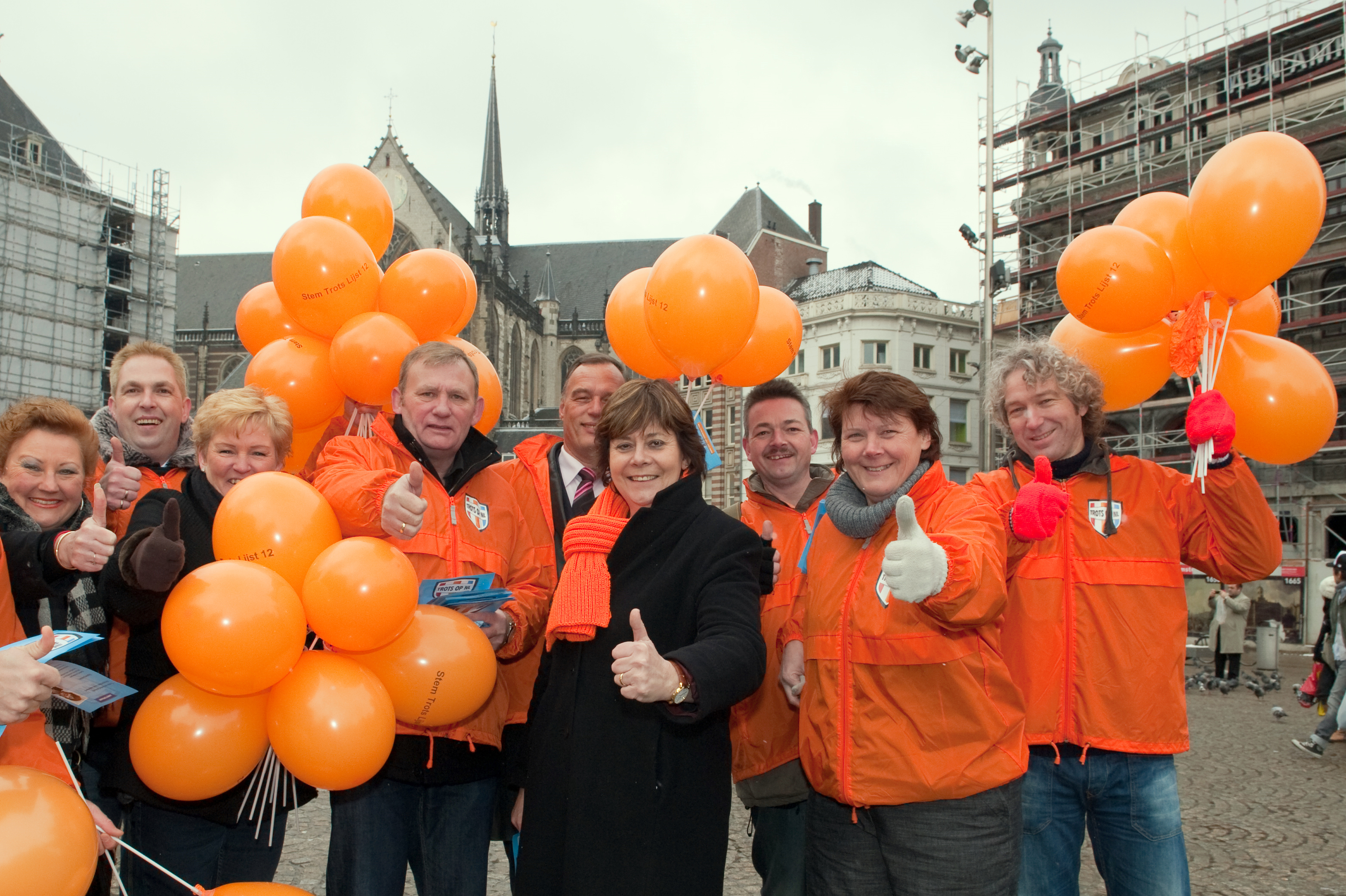
Rita Verdonk (Mitte) im Februar 2010 in Amsterdam

Trots op Nederland (kurz TON oder ToNL, deutsch Stolz auf die Niederlande) ist eine rechtspopulistische Partei in den Niederlanden. Sie wurde am 17. Oktober 2007 von Rita Verdonk (ehemals VVD) gegründet. Nachdem Umfragen der Partei eine Zeitlang viele Sitze vorausgesagt hatten, erhielt sie bei den Parlamentswahlen 2010 keinen einzigen Sitz. Politiker der Partei wurden aber bei den Gemeinderatswahlen vom März 2010 in mehrere Gemeinderäte gewählt.

## Entstehung
Verdonk war von 2003 bis 2007 Integrationsministerin im christlich-liberalen Kabinett von Jan Peter Balkenende. Sie trat sehr hart und entschlossen auf und stieß auf viel Kritik. Einem Misstrauensvotum des Parlaments folgte, dass sie 2007 nicht mehr ins Kabinett aufgenommen wurde. Bis 2010 war sie danach einfache Abgeordnete im Parlament.
In der rechtsliberalen Volkspartij voor Vrijheid en Democratie war sie seit 2002 Mitglied. 2006 scheiterte sie nur knapp an der Spitzenkandidatur für die vorgezogenen Parlamentswahlen. Wegen kritischer Äußerungen schloss die VVD-Fraktion Verdonk 2007 aus, später verließ sie die Partei.
Verdonk hatte bei den Wahlen 2006 mehr Einzelstimmen als der Spitzenkandidat der VVD erhalten und konnte sich eines gewissen Anhangs in der Bevölkerung sicher sein. Am 17. Oktober 2007 verkündete die fraktionslose Abgeordnete nicht nur ihren Parteiaustritt, sondern auch die Gründung einer politischen Bewegung, Trots op Nederland.
Die Partei hat keine Mitglieder und nimmt daher nicht an der staatlichen Parteienfinanzierung teil.

## Entwicklung seit 2008

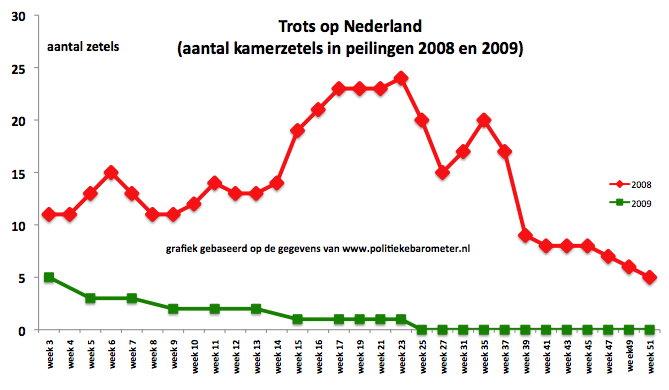
Sitze im Parlament für TON nach Umfragen der Jahre 2008 und 2009

Im Laufe des Jahres 2008 erreichte TON bis zu 15 Prozent in den Umfragen. 2009 wurde allerdings deutlich, dass Verdonks ehemaliger VVD-Parteifreund Geert Wilders mit seiner Partij voor de Vrijheid (PVV) das Wählerpotential im rechten Spektrum am erfolgreichsten anspricht. In den Umfragen ist TON seitdem – auch infolge parteiinterner Streitigkeiten – deutlich zurückgefallen.
Während die PVV bei den Kommunalwahlen im März 2010 nur in Almere und Den Haag antrat, kandidierte TON in einer Reihe von Gemeinden und erzielte mit landesweit 80.867 Stimmen einen (allerdings nicht repräsentativen) Anteil von 1,2 Prozent. Ihren besten Wert erreichte Verdonks Partei mit 14,3 Prozent in Den Helder; insgesamt errang sie 60 kommunale Mandate.
Ein Reklamespot für die Parlamentswahlen am 9. Juni 2010 erhielt wegen seiner Amateurhaftigkeit Aufsehen. In dem Film wird beispielsweise in einer gespielten Szene gezeigt, wie eine alte Frau überfallen wird. Danach werden die Rotkreuz-Sanitäter, die der zu Boden geschlagenen Frau helfen wollen, von Jugendlichen geschlagen. Rita Verdonk läuft in den Bildvordergrund und kommentiert diese und andere Geschehnisse. Zum Schluss stellt sie ihr Team vor: „Ich bin Rita. Und dies ist Artur, unser Finanz-Mann. Und Karel, der Arzt. Und Kees, der Polizist.“ Das Rote Kreuz beschwerte sich über den Film, es sah seine Unparteilichkeit verletzt.
Bei den Parlamentswahlen 2010 bekam TON 0,56 % der Stimmen. Rita Verdonk verlor ihr noch über die VVD erhaltenes Mandat.
Am 21. Oktober 2011 kündigte Rita Verdonk an, die Politik zu verlassen. Sie wolle Prioritäten in ihrem Leben setzen. Außerdem habe das Kabinett Rutte I viele Punkte aus dem Parteiprogramm von TON übernommen; bei einem linken Kabinett hätte sie den Kampf weiterführen wollen. Über das weitere Schicksal der Partei sollte eine Mitgliederversammlung entscheiden. TON-Ratsmitglieder in einzelnen Gemeinden erklärten, unter dem Parteinamen weiterzumachen. Allerdings hatten im Oktober 2011 bereits elf Mandatsträger der Partei den Rücken gekehrt, drei davon in Pijnacker-Nootdorp, wo Verdonk selbst wohnt. In Lelystad beispielsweise führen die TON-Ratsmitglieder die Arbeit fort als Lelystads Belang.
Am 19. Juni 2012 kündigte TON an, bei den vorgezogenen Parlamentswahlen im September 2012 gemeinsam mit der von Hero Brinkman gegründeten Formation Onafhankelijke Burger Partij als Democratisch Politiek Keerpunt (DPK) anzutreten. Am 18. November 2012 hieß es, dass der Misserfolg bei der Wahl (kein Sitz) am Spitzenkandidaten Brinkman gelegen habe. TON beendete damit die Zusammenarbeit mit der OBP und Brinkman.
Bei den Kommunalwahlen am 19. März 2014 traten örtliche Gruppen von Trots op Nederland in einigen Gemeinden an, konnten aber nur wenige der 2010 erzielten Mandate verteidigen. Die letzte Großstadt, in der die Partei noch über einen Ratssitz verfügte, war Tilburg. Nach den Kommunalwahlen vom 21. März 2018 gab es noch drei Trots-Vertreter in Gemeinderäten: zwei in Haarlem und einen in Pijnacker-Nootdorp.
Bei der Parlamentswahl vom 17. März 2021 erreichte TON mit 13.198 Stimmen einen Anteil von 0,13 % und somit keinen Sitz in der Zweiten Kammer.

## Ausrichtung
Die Partei wünscht sich die strenge Durchsetzung bestehender Gesetze, weniger Beamte, die Bekämpfung der Kriminalität und weniger Staus auf den Straßen. Das Rauchverbot in der Gastronomie soll abgeschafft werden. Pädophile sollen wahlweise lebenslang eingesperrt oder kastriert werden. Insbesondere thematisiert die Partei Ausländerkriminalität und Radikalisierung unter Moslems.
Ideologisch wird Rita Verdonk und ihre Partei von den Politikwissenschaftlern Frank Geldmacher und Andreas Rauch dem Rechtspopulismus zugeordnet. So sei es u. a. eine typische „Ein-Thema-Partei“, bei der sich Kriminalitätsbekämpfung, also innere Sicherheit, und Bildungspolitik auf die schlecht integrierten Immigranten fokussierten. Die Parteienorganisation sei überwiegend auf die starke Leitperson Rita Verdonk zugeschnitten und die Wähleransprache einfach. Emotionen der Wähler würden angesprochen, Ängste geschürt und vereinfachte Antworten geboten.